# Křtinský potok
Křtinský potok je přes 15 km dlouhý potok v Jihomoravském kraji v České republice. Povodí potoka je 70 km².[zdroj?]

## Průběh toku
Pramení u obce Bukovinka u Křtin. Od Křtin, kde se do něj vlévá Zemanův žleb, protéká hlubokým údolím Moravského krasu, zprvu nazývaným Křtinské údolí a následně Josefovské údolí, kde se vyskytuje velké množství krasových jevů, především jeskyní. V údolí mezi jeskyněmi Vokounka a Výpustek se nachází celkově sedm ponorů, ve kterých se potok ztrácí do podzemí. Po 2,8 km vzdušnou čarou se pod jeskyní Kostelík nachází vývěr toku, který se vlévá do suchého koryta, která je zavodněno v případě zvýšené hladiny. V Adamově se z levé strany vlévá do Svitavy.

## Vodní režim
Průměrný roční průtok činí 0,25 m³/s. Za povodňového stavu je však sjízdný od Býčí skály až do Adamova.

## Přítoky
1. Strhovec
2. Zemanův žleb
3. (přítok bez jména - vytéká z Habrůvky)[4]
4. Jedovnický potok
5. Josefovský potok

## Pamětihodnosti na Křtinském potoce
Jednou z pamětihodností u Křtinského potoka je Stará huť u Adamova, která je zachovalý areál původní železářské výroby.

## Galerie

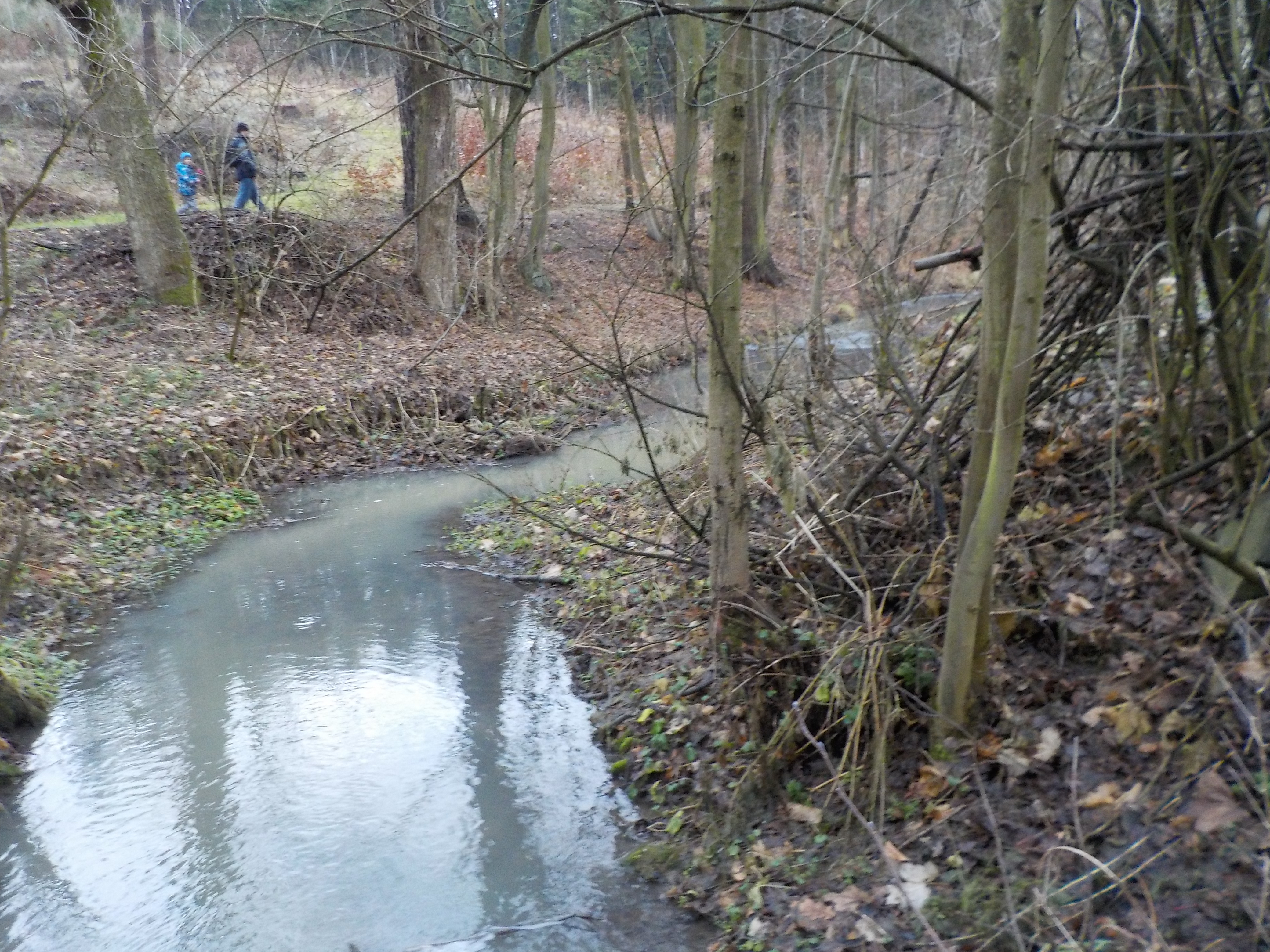
Mírně rozvodněný Křtinský potok pod koupalištěm
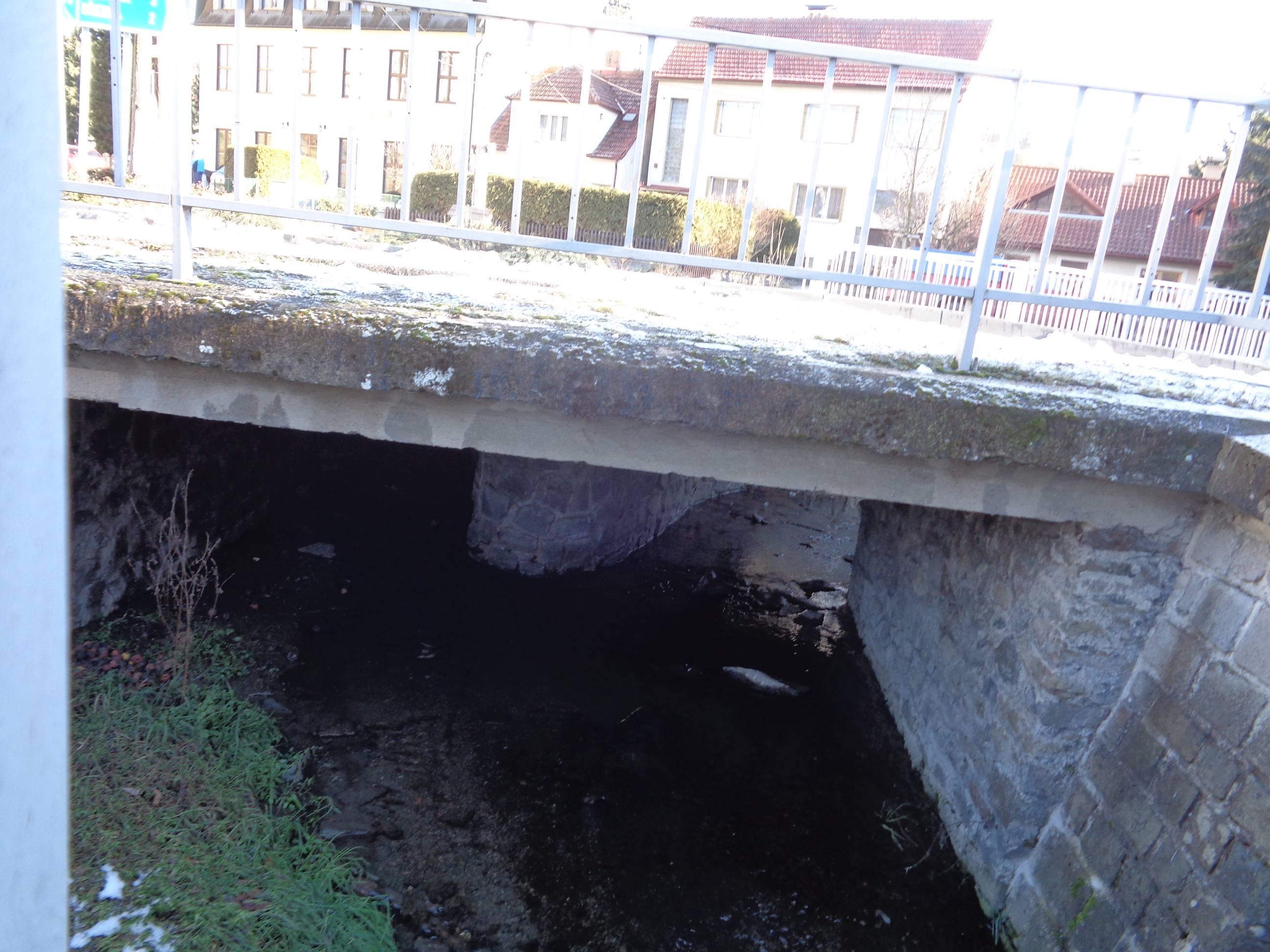
Soutok Křtinského potoka a Zemanova žlebu u domova pro důchodce Santini

## Významné jeskyně
- jeskyně Býčí skála
- jeskyně Výpustek s protiatomovým krytem
- jeskyně Kostelík a Jáchymka, skrze něž prochází turistická značená cesta
- vyvěrání Jedovnického potoka